# Lista de canções gravadas por Aespa

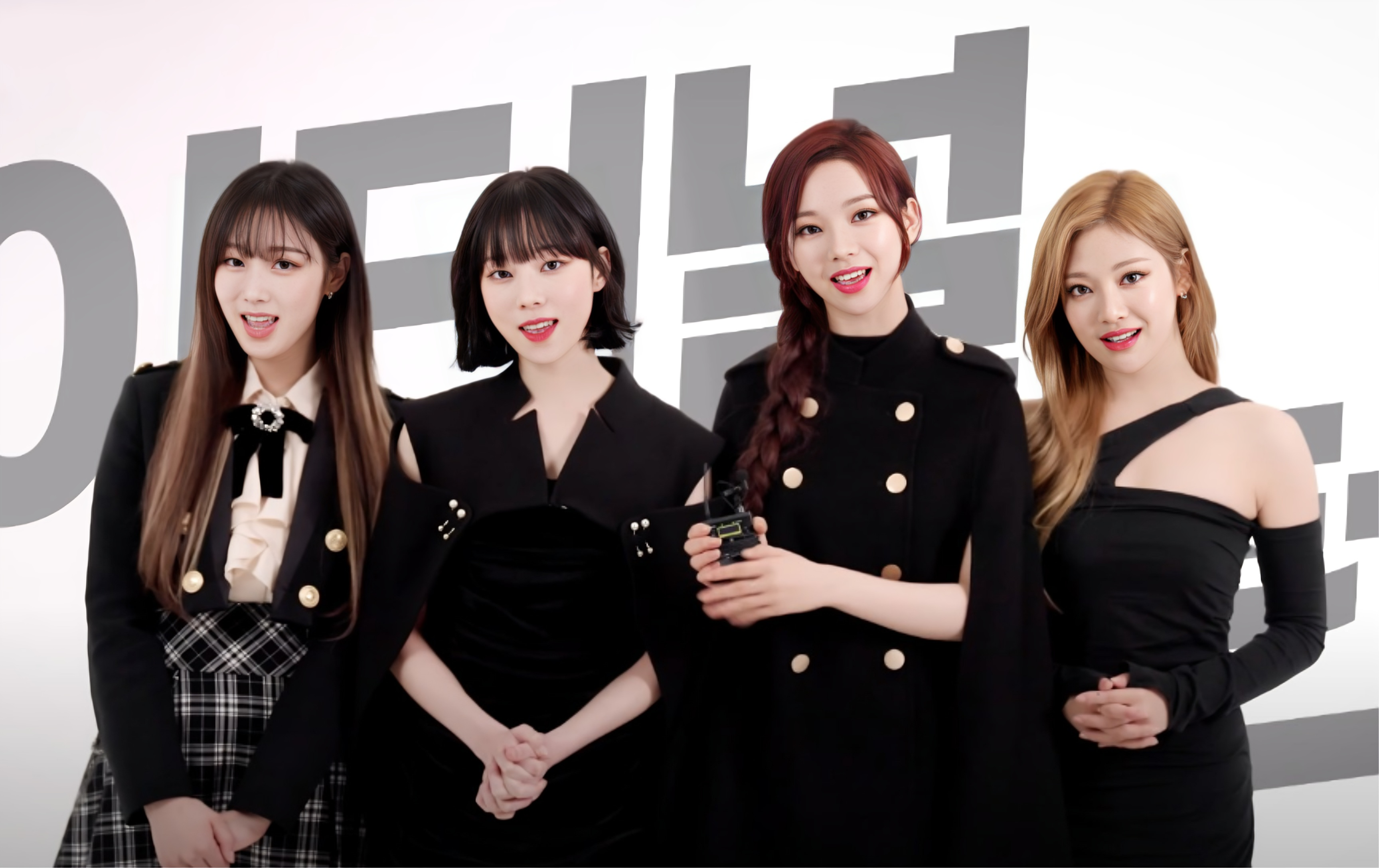
Aespa em 2021

Esta é a lista de canções gravadas pelo girl group sul-coreano Aespa, formado em 2020 pela SM Entertainment, consistindo em material que foi lançado em formato físico ou digital.

## Canções
| † | Indica um lançamento de single |

| Canção                                   | Ano  | Compositor(es) | Álbum                             | Ref.   |
| ---------------------------------------- | ---- | --- | --------------------------------- | ------ |
| "Aenergy"                                | 2021 | Kill Dave Pat Morrissey Jess Corazza Yoo Young-jin                                                                           | Savage                            | [ 1 ]  |
| "Beautiful Christmas" (com Red Velvet) † | 2022 | Justin Reinstein Alysa (@Number K) JJean (@Number K)                                                                         | 2022 Winter SM Town: SMCU Palace  | [ 2 ]  |
| "Better Things" †                        | 2023 | Leroy Clampitt Rachel Keen                                                                                                   | Adicionado à nenhum álbum         | [ 3 ]  |
| "Black Mamba" †                          | 2020 | Omega Ella Isaacson Gabriela Geneva Jordan Reyes Shaun Lopez Scott Chesak Yoo Young-jin                                      | Adicionado à nenhum álbum         | [ 4 ]  |
| "Don't Blink"                            | 2023 | Dillon Deskin Tima Dee Deanna Villarreal                                                                                     | Drama                             | [ 5 ]  |
| "Drama" †                                | 2023 | No Identity Waker (153/Joombas) Ejae Charlotte Wilson                                                                        | Drama                             | [ 5 ]  |
| "Dreams Come True" †                     | 2021 | Risto Armas Asikainen Yoo Young-jin BoA                                                                                      | 2021 Winter SM Town: SMCU Express | [ 6 ]  |
| "Forever" (약속) †                       | 2021 | Yoo Young-jin | Adicionado à nenhum álbum         | [ 7 ]  |
| "Girls" †                                | 2022 | Ryan S. Jhun Hanif Sabzevari (Hitmanic) Dennis "DeKo" Kordnejad (Hitmanic) Rodnae "Chikk" Bell Pontus PJ Ljung Yoo Young-jin | Girls                             | [ 8 ]  |
| "Hold On Tight"                          | 2023 | Aaron Hibell Boy Matthews Dave LaBrel Georgia Ku Ivan Larionov                                                               | Tetris OST                        | [ 9 ]  |
| "Hot Air Balloon"                        | 2023 | Moa "Cazzi Opeia" Carlebecker Ellen Berg Alysa Nermin Harambasic Olsen                                                       | Drama                             | [ 5 ]  |
| "Iconic"                                 | 2021 | Sophie Curtis Val Del Prete (153/Joombas) Timothy Tan                                                                        | Savage                            | [ 1 ]  |
| "ICU" (쉬어가도 돼)                      | 2022 | Ryan S. Jhun Josh Cumbee Nisha Asnani                                                                                        | Girls                             | [ 8 ]  |
| "I'll Make You Cry"                      | 2021 | Kenzie Kirsten Collins Timothy "BOS" Bullock Brandon Green Hautboi Rich                                                      | Savage                            | [ 1 ]  |
| "Illusion" (도깨비불) †                  | 2022 | G'harah "PK" Degeddingseze Patricia Battani                                                                                  | Girls                             | [ 8 ]  |
| "I'm Unhappy"                            | 2023 | Barry Cohen Sophie Hintze Ally Ahern                                                                                         | My World                          | [ 10 ] |
| "Life's Too Short" †                     | 2022 | Becky Hill Sam Klempner Uzoechi Emenike                                                                                      | Girls                             | [ 8 ]  |
| "Lingo"                                  | 2022 | Alma Goodman Gabriella Grombacher Christina Galligan Lisa "Lixa" Hickox                                                      | Girls                             | [ 8 ]  |
| "Lucid Dream" (자각몽)                   | 2021 | Kill Dave Pat Morrissey Hayley Kiyoko Paul Phamous Marcus Lomax                                                              | Savage                            | [ 1 ]  |
| "Next Level" †                           | 2021 | Mario Marchetti Adam McInnis Sophie Curtis Yoo Young-jin                                                                     | Adicionado à nenhum álbum         | [ 11 ] |
| "Salty & Sweet"                          | 2023 | Anne Judith Wik Moa "Cazzi Opeia" Carlebecker Jinbyjin                                                                       | My World                          | [ 10 ] |
| "Savage" †                               | 2021 | Kirsten Collins Jia Lih Yoo Young-jin Hautboi Rich                                                                           | Savage                            | [ 1 ]  |
| "Spicy" †                                | 2023 | Ludvig Evers (Moonshine) Jonatan Gusmark (Moonshine) Emily Yeonseo Kim Moa "Cazzi Opeia" Carlebecker                         | My World                          | [ 10 ] |
| "Thirsty"                                | 2023 | Geek Boy Al Swettenham Kyler Niko Paulina "Pau" Cerrilla                                                                     | My World                          | [ 10 ] |
| "Til We Meet Again"                      | 2023 | Jake K (Artiffect) Maria Marcus Andreas Öberg MCK (Artiffect)                                                                | My World                          | [ 10 ] |
| "Trick or Trick"                         | 2023 | Kristin Langsrud August Dagestad Johanne Lid Stian Nyhammer Olsen                                                            | Drama                             | [ 5 ]  |
| "Welcome to My World" (com Naevis) †     | 2023 | Mich Hansen Jacob Uchorczak Celine Svanbäck Patrizia Helander                                                                | My World                          | [ 10 ] |
| "We Go"                                  | 2023 | Lee Won-jong Keyor C'SA Night View                                                                                           | Pokémon Horizons: The Series OST  | [ 12 ] |
| "Yeppi Yeppi"                            | 2021 | Coach & Sendo Deez Saay | Savage                            | [ 1 ]  |
| "YOLO"                                   | 2023 | Albi Albertsson (Clarity-X) Anna Timgren                                                                                     | Drama                             | [ 5 ]  |
| "You"                                    | 2023 | Jake K (Artiffect) Maria Marcus MCK (Artiffect) St_Knox (Artiffect) Louise Frick Sveen                                       | Drama                             | [ 5 ]  |
| "Zoom Zoom"                              | 2023 | Soma Genda Dirty Orange Yui Mugino                                                                                           | Beyblade X OST                    | [ 13 ] |